# Rumes
Rumes è un comune belga di 5 027 abitanti, situato nella provincia vallona dell'Hainaut.